# Záhon

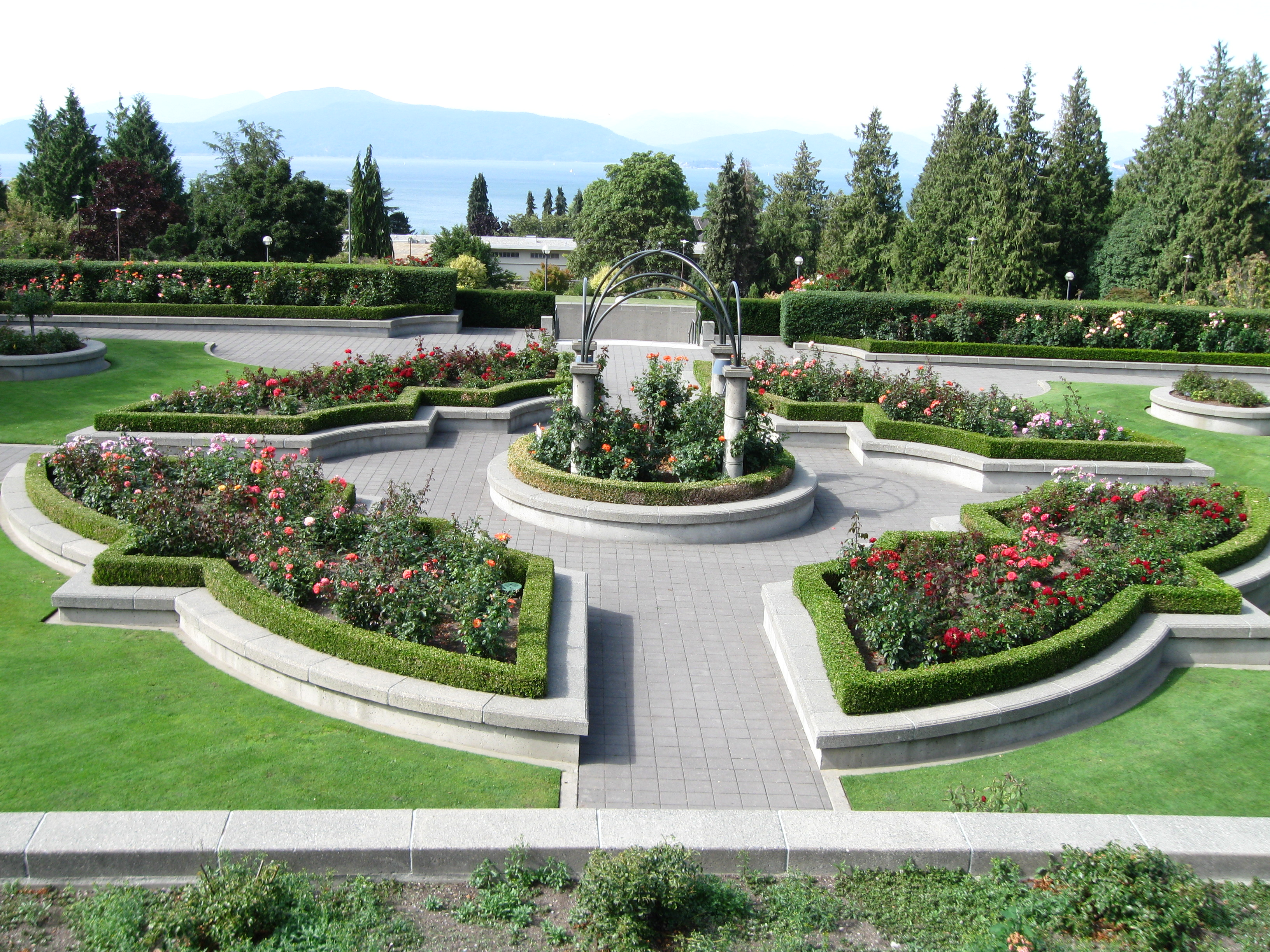
záhon s trvalou výsadbou růží má malé možnosti změn oproti letničkovým výsadbám

Záhon je plocha v zahradě, nebo parku určená na zpravidla dočasnou výsadbu rostlin. Květinové záhony mohou na jednu sezónu vytvořit barevný obrazec. Záhon v okrasné zahradě nebo parku je prvek úpravy zahradní architektury používaný podle zásad sadovnické tvorby.
Zeleninové záhony jsou určeny k pěstování zeleniny. Některé druhy zeleniny byly vyšlechtěny pro použití jako okrasné rostliny. Hlavní u koncepce okrasného záhonu však není druh rostliny, ale invence autora a péče o rostliny, proto můžete dekorativně zapůsobit na oko diváka i záhonem salátu, nebo zelí.

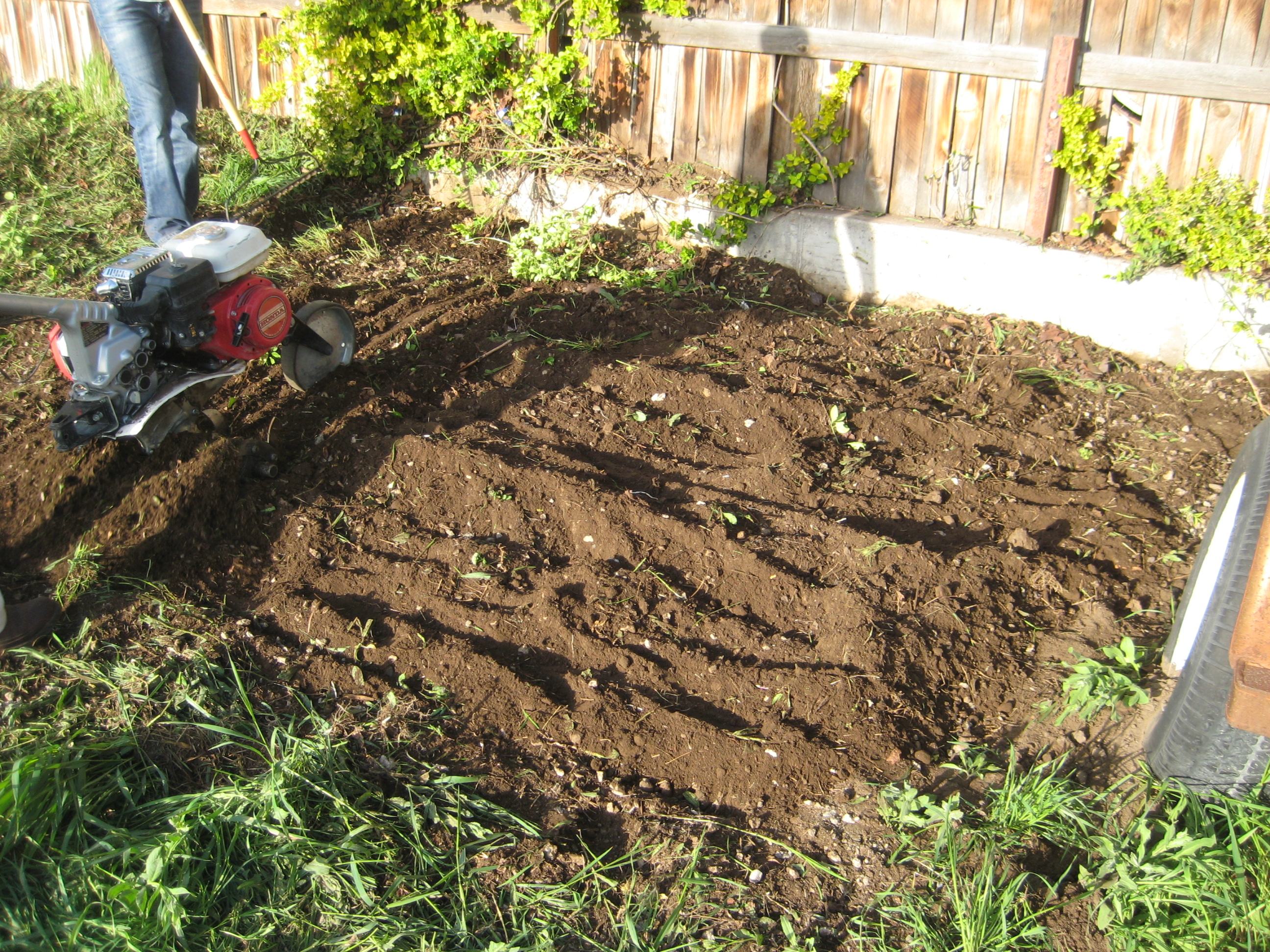
zpracování půdy před výsadbou je důležitým krokem, jeho kvalita ovlivňuje snadnost výsadby a načasování dalších agrotechnických zásahů

Moderní zahradnictví používá do květinových záhonů menší kompaktní rostliny, které kvetou rovnoměrně a spolehlivě. Jsou pěstovány především pro použití ve velkých ornamentech, kde je jednotnost a předvídatelnost (kvetení v termínu) nesmírně důležité. Často takto šlechtěné rostliny ztratí individuální rysy, což kritizoval například Christopher Lloyd, který prosadil neformální styl podestýlky.

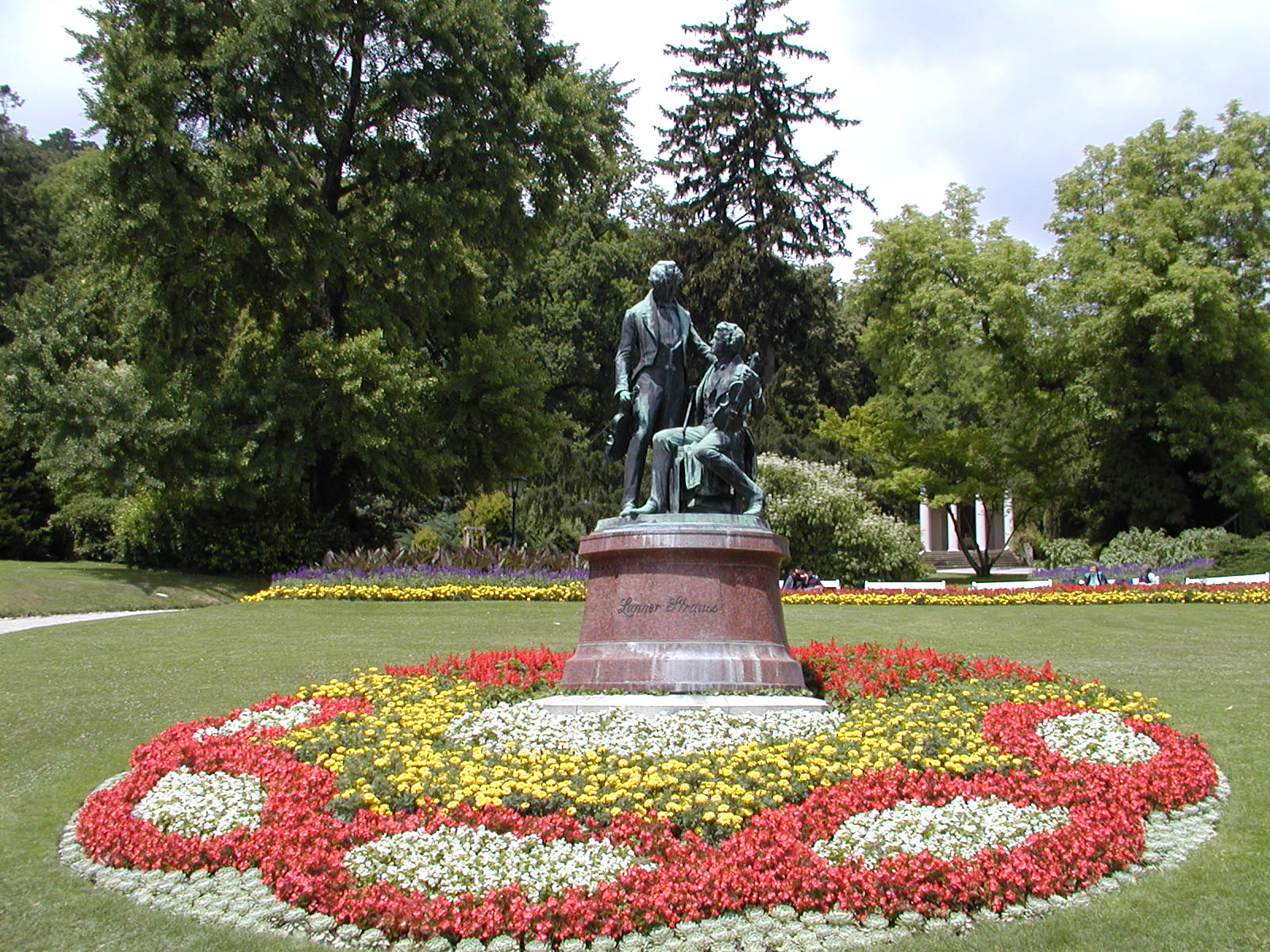
Ornamenty kolem památníku jsou tvořeny různými druhy rostlin s různým habitem a významný je i barevný kontrast mezi světlými listy sukulentů a barevnými květy letniček (Straussův památník v Badener Kurpark). Je nezbytné zohlednit a znát nároky a vlastnosti použitého materiálu. Výsadbu se sukulenty je důležité často odplevelovat.

## Druhy květinových záhonů
Záhony, jak jsou používány v parcích a velkých zahradách, kde celé květinové záhony jsou znovu osázeny dvakrát nebo třikrát do roka, jsou nákladné a na pracovní čas náročné ozdobné prvky. Což je důvod, proč jsou stále vzácné. Výhodou záhonů je relativně snadné odplevelení po sezóně porytím.

### Podle složení
Na záhony můžeme použít jak trvalky, tak letničky, nebo jako doplněk i zasenkované nádoby s tropickými rostlinami. K použití jednotlivých druhů letniček a jejich kombinace s cibulovinami, hlíznatými rostlinami a trvalkami je třeba znát jejich nároky a vlastnosti. Záhon, který je ozdobou pouze krátké období a péči vyžaduje celý rok, tak jak je tomu u trvalkových záhonů, není nejlepší kombinací, (pokud nejde právě o důležitý termín na který jsou kvality kvetení vyžadovány).

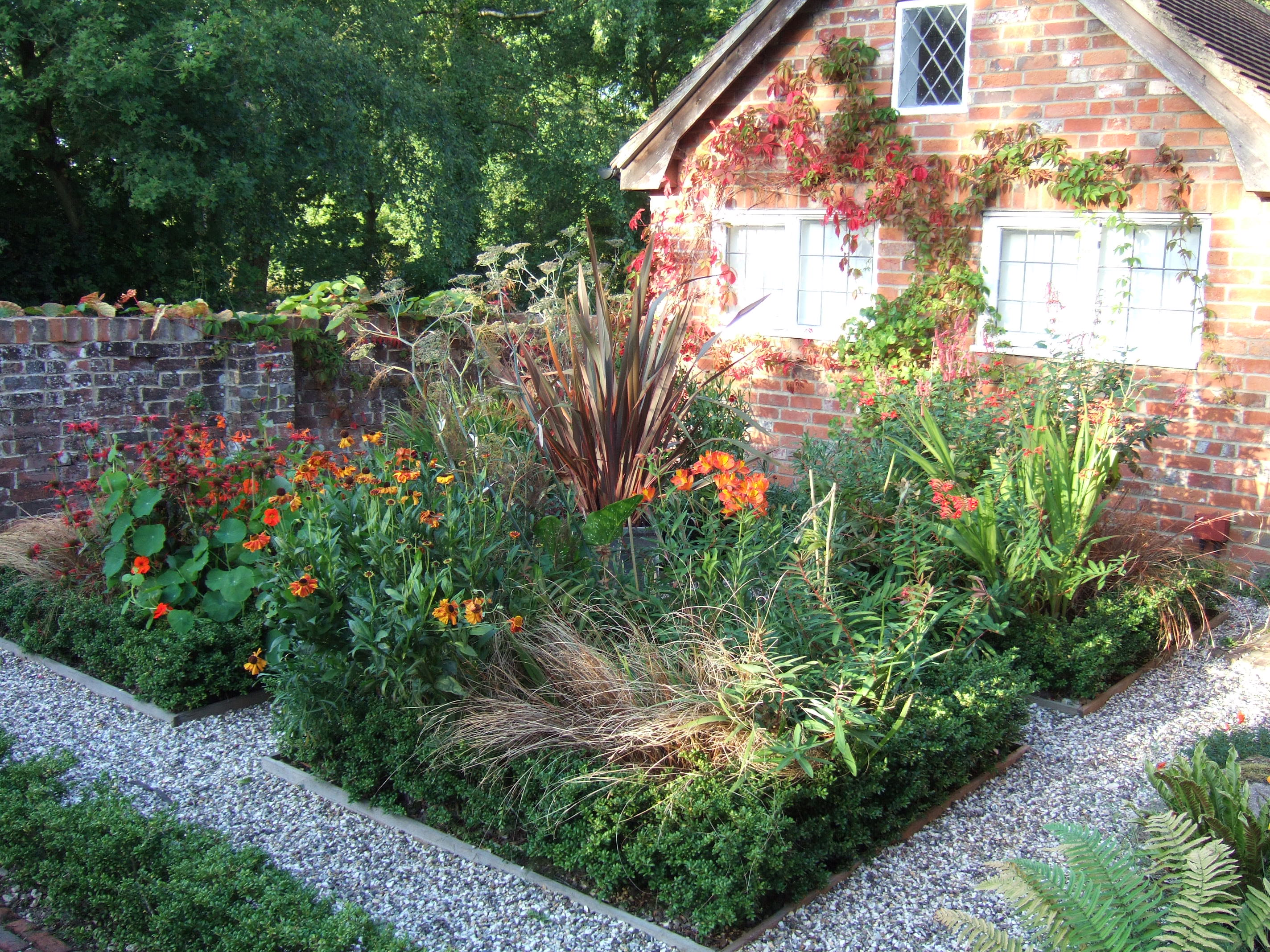
Vesnická zahrada, krása a barevný soulad této výsadby začíná v polovině léta, kdy vykvetou trvalky a zvyšuje se do podzimu s barvením listů.

### Podle kvetení

#### Na jaře kvetoucí záhony
Rostliny používané na jaře pro kvetoucí záhony jsou často dvouletky (Vysévané jeden rok, kvetou další), nebo trvalky. Jarní cibuloviny, například se často používají tulipány a narcisy, obvykle se kombinují s pomněnkami (Myosotis), nebo s maceškami (Viola × wittrockiana).
Jarní cibuloviny lze tepelnou úpravou (zchlazením na 9 °C nebo 5 °C ) termínovat pro kvetení na určitou dobu (± 2 týdny). Takové cibule jsou velmi žádané na slavnostní akce kdy jsou záplavy květů v záhonech a nebo obrazce z množství květů atraktivním doplňkem. Po odkvetení se cibule buď do začátku léta nechají v záhonech „zatáhnout“ a vyjmou se a uskladní (pokud nemají zůstat v zemi), nebo se odstraní jako odpad.
Trvalky naopak zůstávají na stanovišti celý rok. Proto jsou zvláště ceněné trvalky, které jsou kromě kvetení dekorativní třeba zajímavě tvarovanými, nebo zbarvenými listy, či aspoň atraktivními plody.

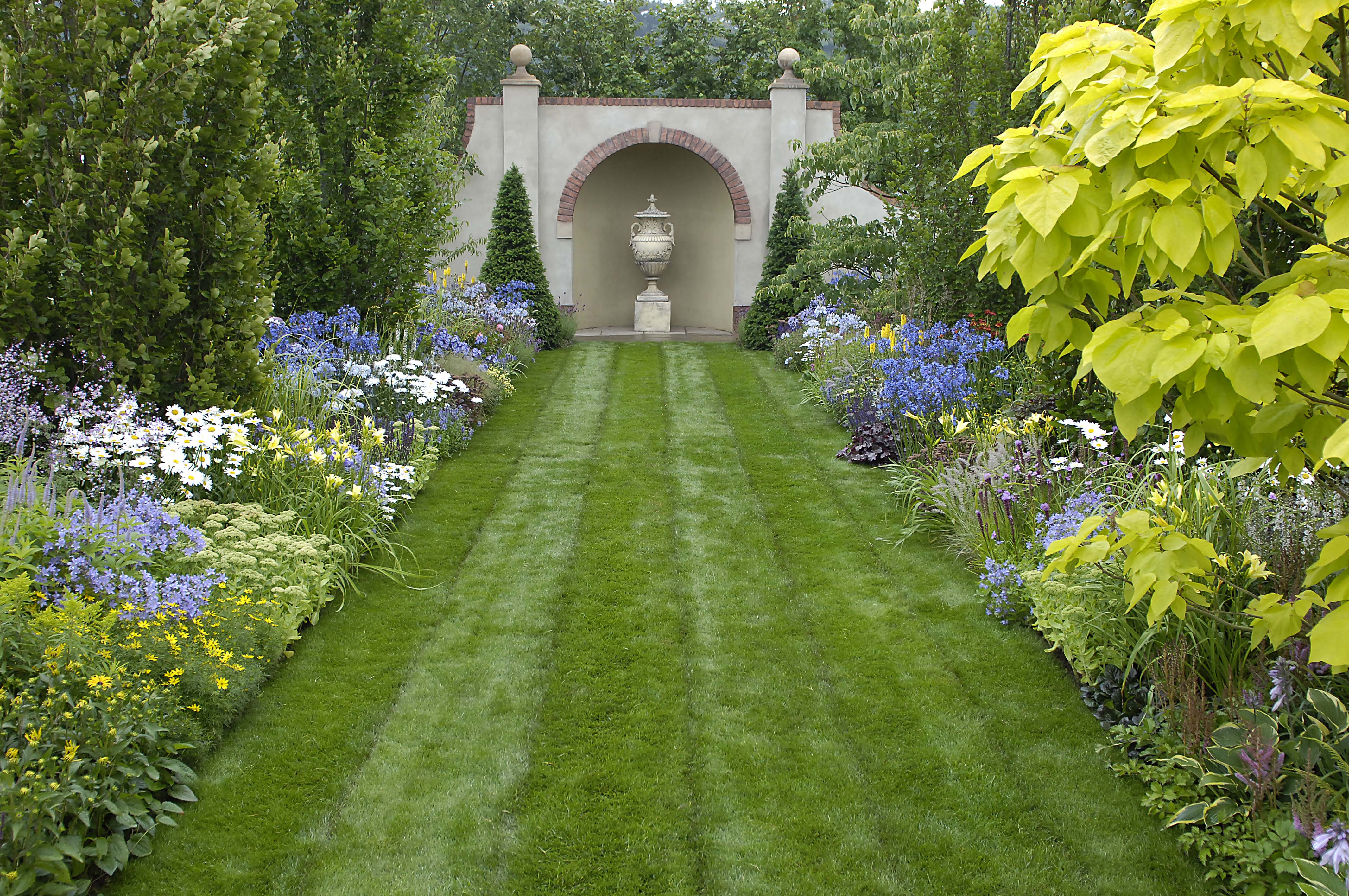
záhon letniček a trvalek vinoucí se na okraji výsadby dřevin je přirozeným předstupněm trávníku a umožňuje v mnoha případech snížit potřebu odplevelování, zvláště je li použit mulč. Pokud je ale záhon takto široký, potřeba odplevelování se zvyšuje. Je nezbytné si také uvědomit, že mnoho trvalek kvete krátce a kvetení neopakuje, což hodně snižuje kvality záhonu v období, kdy nekvetou.

##### Jarní cibuloviny pro na jaře kvetoucí záhony
- Modřenec
- Narcis (rostlina)
- Sněženka
- Bledule
- Šafrán
- Ladoňka
- Hyacint
- Řebčík královský (Frittillaria imperialis)

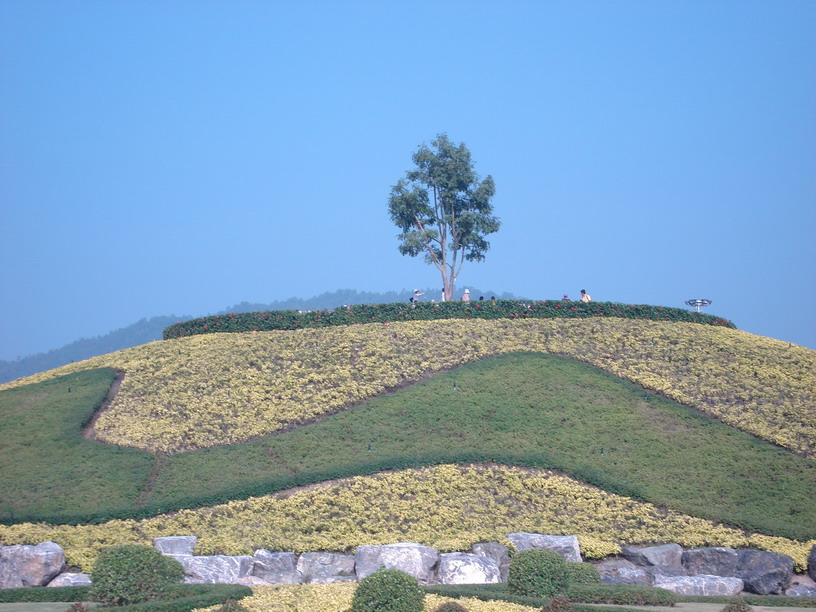
kobercová výsadba s jejíž pomocí lze vytvořit různé tvary, loga a vzory

##### Trvalky pro na jaře kvetoucí záhony
- Huseník ( Arabis)
- Aubrécie (Aubrieta)
- Kamzičník (Doronicum)
- Čeměřice (Helleborus) – kvete zvláště brzy
- Pryšec mnohobarvý (Euphorbia polychroma)
- Prvosenka (Primula) některé druhy jsou vhodné

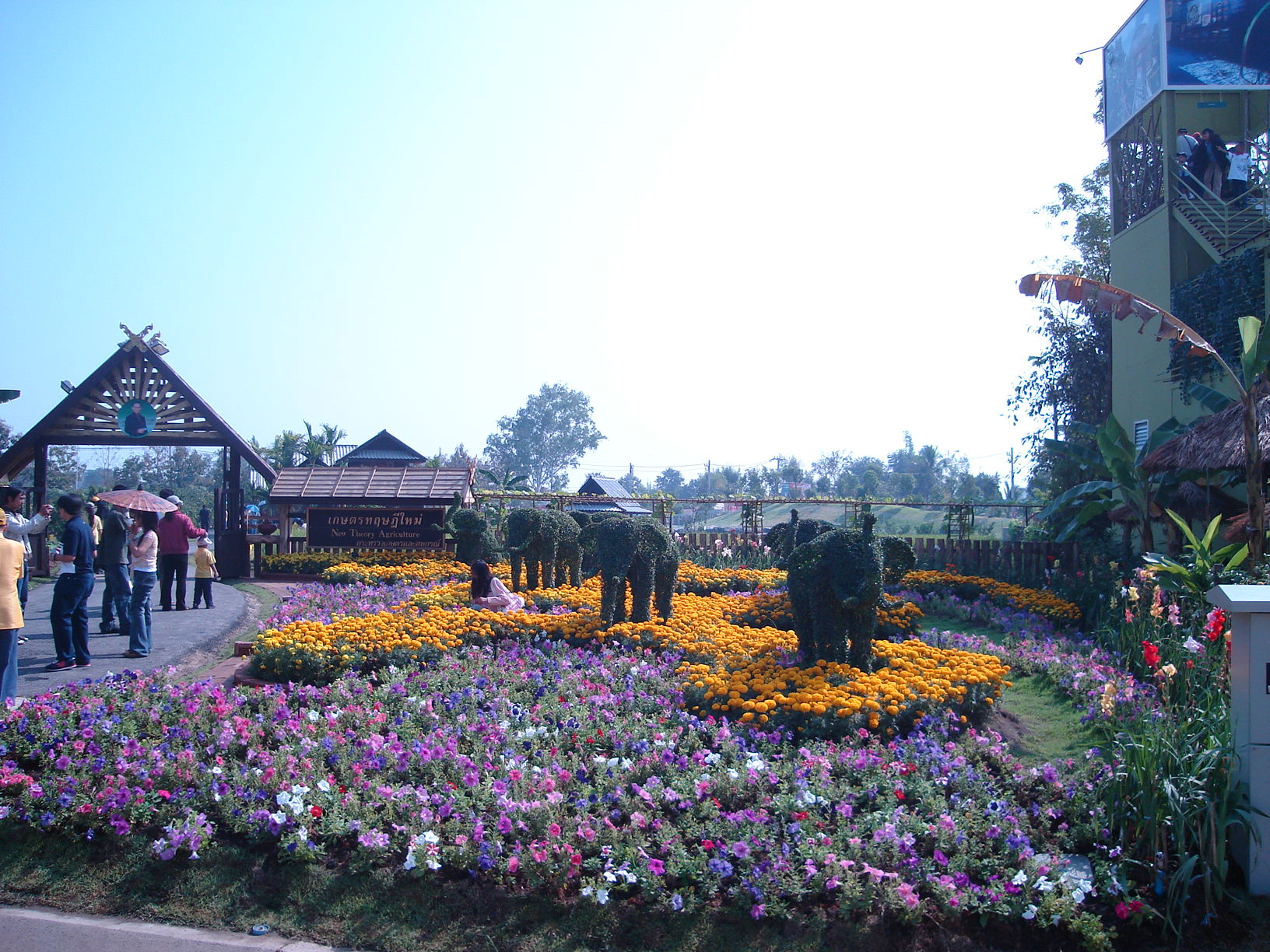
u výsadby zde je obzvláště nápaditě využit příjemný kontrast barvy a habitu relativně nenáročných „obyčejných“ rostlin (aksamitník a petůnie), záhon je doplněk ke stříhaným keřům

- Mateřídouška (Thymus)

#### V létě kvetoucí záhony
Květiny, které jsou používány pro záhony s letním kvetením jsou zpravidla letničky, nebo smíšené záhony s trvalkami. Zpravidla je lépe vzrostlé letničky nakoupit v zahradnictví, (ale vlastní výpěstky mohou mít větší odolnost proti chladu a mohou být zdravé). Vzhledem k teplotám na jaře je lépe počkat s nákupem po „zmrzlých“ , na druhou polovinu května. Jinou možností je, že nakoupené rostliny jsou opatrně otužovány (zákazníkem který je nakoupí s úmyslem rostliny vysázet) proti chladu i proti slunci, protože rostliny nakoupené v zahradním centru bývají nezřídka zchoulostivělé a pro větší prodejeschopnost pěstované ve vysokých teplotách, pod stálou závlahou, prohnojené hnojivy ,pesticidy a silně zastíněné. Při převozu proto je rostliny třeba chránit proti slunci i chladu, nebo druhý den zčernají (v lepším případě zežloutnou a zčervenají, nebo ztratí listy). Rostliny nakoupené v druhé polovině května je třeba co nejdříve zasadit na stanoviště. Pokud je to záhon na výsluní a nebo pokud rostliny nejsou otužilé, vyplatí se několik dní během dne i noci výsadbu chránit netkanou textilií. Pokud je doplňkem záhonu nádoba s teplomilnou rostlinou, je vhodné sledovat předpověď počasí a v případě mrazíků teplomilné rostliny v nádobách uschovat v bezmrazé místnosti. Používané letničky zpravidla kvetou do pozdního podzimu, což je kvalita pro kterou se vyplatí je každoročně nakoupit znovu.
Na podzim jsou pro své bohaté kvetení ceněné chryzantémy (Chrysanthemum x cultorum), které snesou často i několik chladných nocí a vydrží tak v teplém podzimu kvést relativně dlouho.

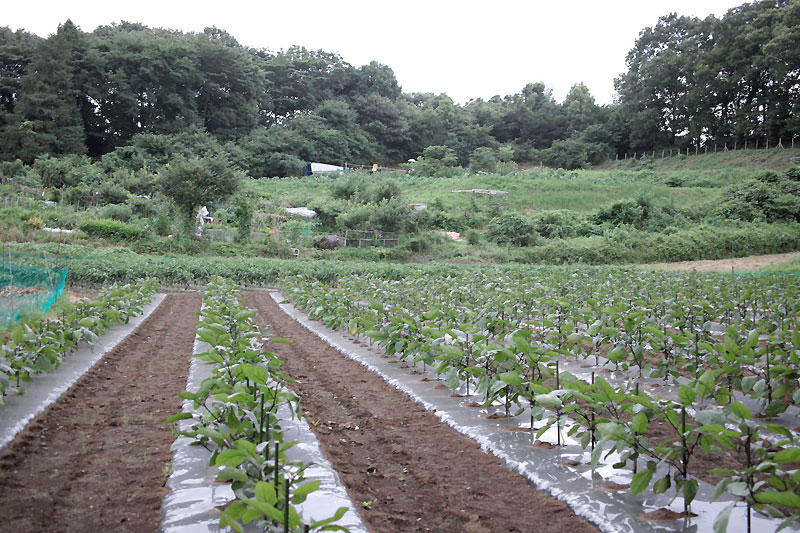
mulčování na záhonech omezí růst plevelů, zlepšuje vláhové poměry a zvyšuje kvalitu sklizně

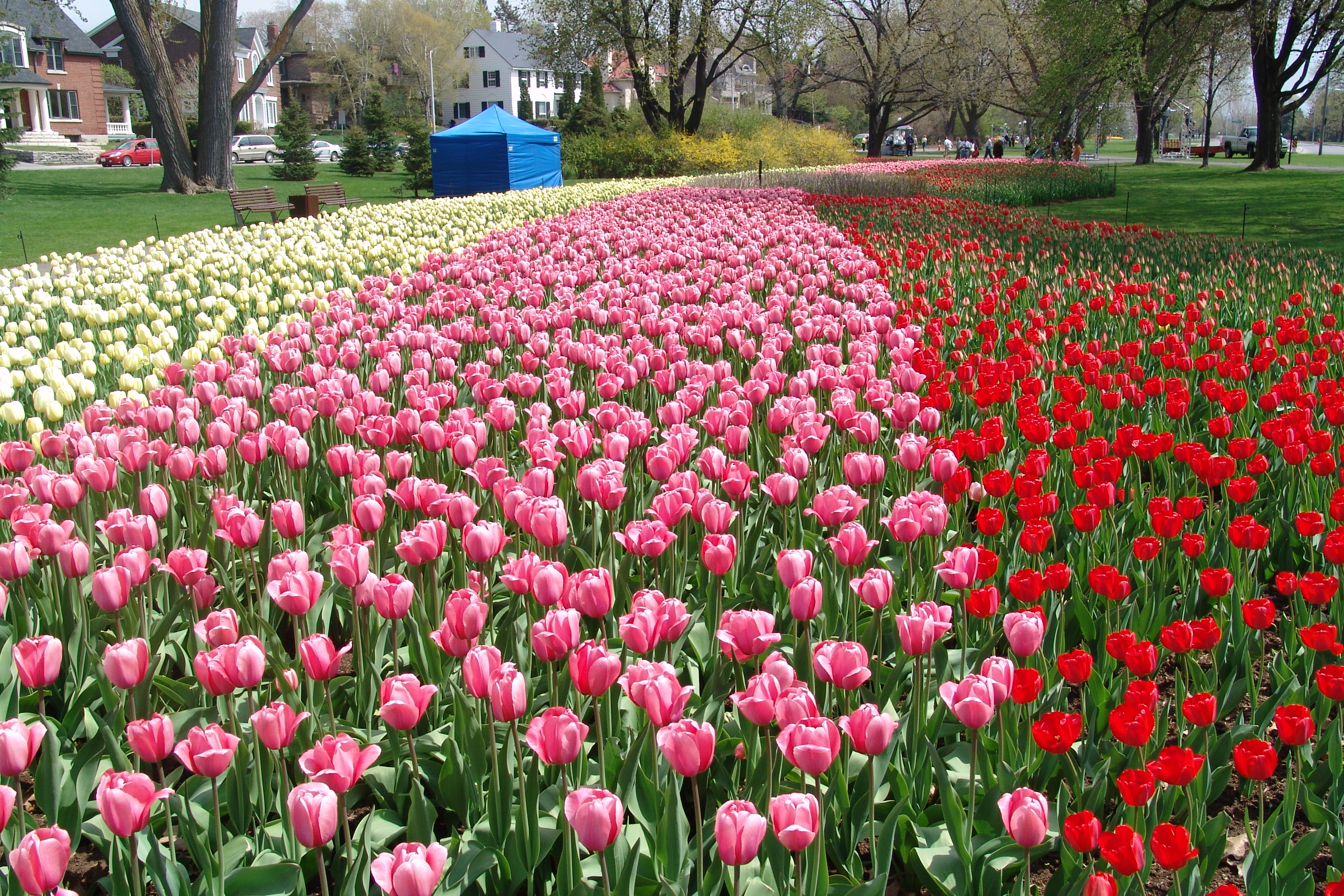
kobercové výsadby cibulovin jsou ceněné pro možnost načasovat relativně přesně kvetení a možnost použít škálu barev květů vyšlechtěných kultivarů.

##### Letničky do záhonů
- Begónie (Begonia) zvláště vhodné jsou kultivary s barevnými listy
- Pelargónie (Pelargonia) (méně vhodné), napadána virovými chorobami, odolnější proti suchu
- Petunie (Petunia) už málo používaná
- Surfinie (Petunia surfinia , Petunia ´King®´) – velmi vhodná, dlouhé kvetení, zdravý růst, množství nápadných květů a škála barev
- Nestařec (Ageratum houstonianum MILL.)
- Hledík(Antirrhinum majus L.)
- Měsíček (Calendula officinalis L.), zapleveluje , někdy trpí molicemi
- Aksamitník (Afrikán) (Tagetes) poslední dobou často napadaný škůdci
- Krásenka (Cosmos bipinnatus CAV.)
- Netýkavka (Impatiens balsamina) zvláště náročná na závlahu
- Astra čínská (Aster chinensis) napadaná houbovými chorobami
- Šalvěj šarlatová (Salvia coccinea ) několikrát opakované kvetení , dříve oblíbená
- Lichořeřišnice (Tropaeolum majus L.) je pravidelně a silně napadána mšicemi
- Ostálka ( Zinnia elegans JACQ.) cenné kvetení, napadaná houbovými chorobami
- Dvouzubec (Bidens)
- Gazánie zářivá (Gazania)
- Krásnoočko (Coreopsis)
- Karafiát čínský (Dianthus chinensis)
- Laskavec (Amaranthus)
- Lobelka (Lobelia)
- Ostrožka (Consolida regalis) vyšší letnička
- Nevadlec (Celosia)
- Zaječí ocásek (Lagurus ovatus) lze použít i do suché vazby
- Šrucha velkokvětá (Portulaca grandiflora) sama se vysévá (nesmí se zpracovat půda na stanovišti)
- Slunečnice roční (Helianthus annuus)
- Sluncovka (Eschscholzia californica)
- Skočec obecný (Ricinus communis) vhodný je červenolistý kultivar

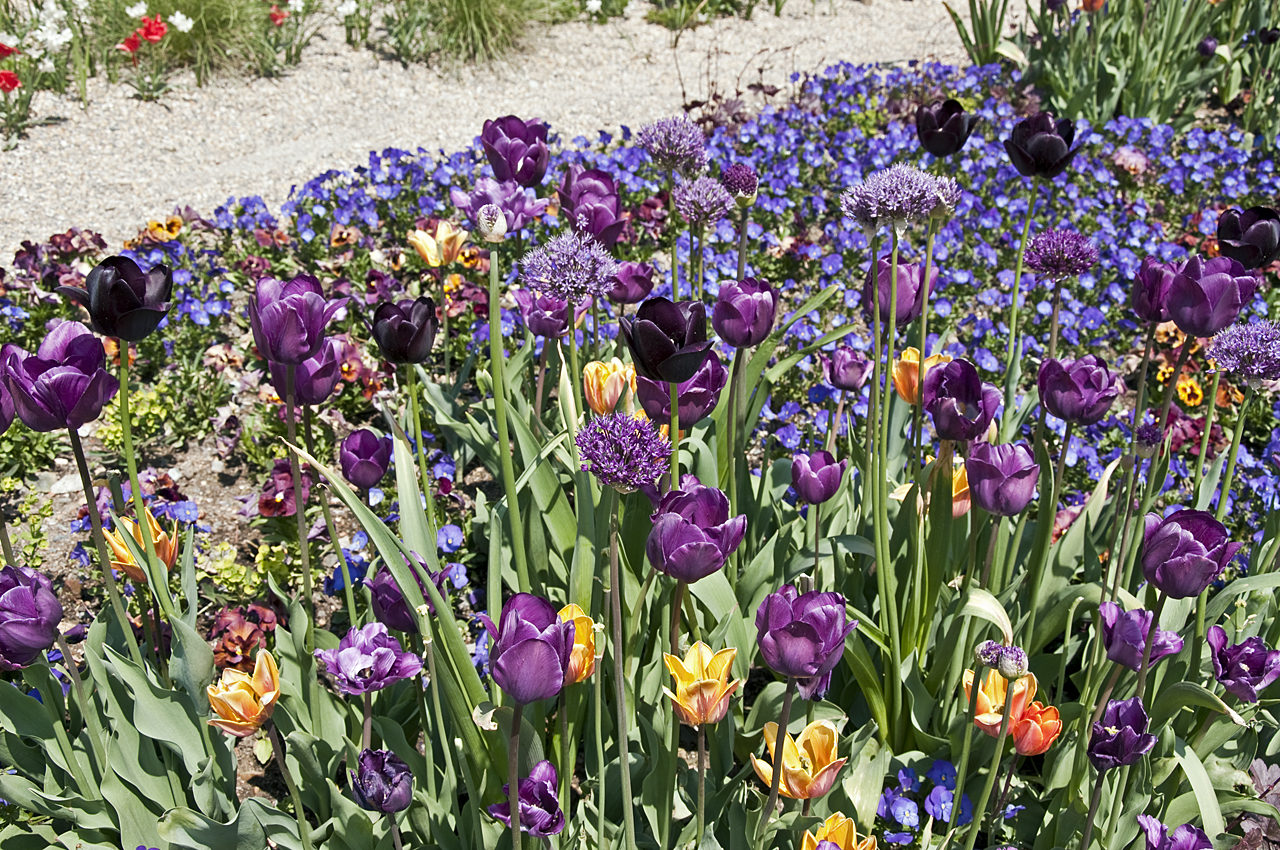
Na tomtéž záhonu lze na jaře dokonale použít paletu cibulovin, zvonků a macešek jakoby náhodně smísených v odstínech připomínajících Vincenta van Gogha a v červnu zde vytvořil třeba logo firmy vyrábějící nápoje

- Slézovec (Lavatera trimestris)

## Kobercové výsadby
Pro kobercové výsadby se hodí dva a více druhů, nebo kultivarů stejného druhu odlišné barvou kvetení, nebo habitem rostliny. S pomocí kobercově vysázených rostlin lze vytvářet ozdobné obrazce. Vhodné jsou i pravidelně rostoucí sukulentní rostliny (Echeveria)

## Zeleninové záhony
Zeleninu lze pěstovat v záhonech tehdy, pokud to vyžadují agrotechnické nároky rostliny, nebo pokud jde o malé množství zeleniny (pro osobní potřebu) pěstované v zahradě jejíž koncepce není přizpůsobena pro polní pěstování zeleniny. Pokud je pěstována zelenina v záhonech, vyplatí se použít mulčování (například fólií) což umožní snížit potřebu agrochemikálií v boji s pleveli a zlepší vláhové poměry. Zeleninovou výsadbu lze s invencí použít jako dekoraci.

## Agrotechnika
Pěstování záhonech přináší výhody a problémy spojené s údržbou velikostně omezené plochy, Příkladně často usnadňuje přístup, ale často omezuje nasazení velké techniky. Hlavní výhodou záhonů oproti trvalé výsadbě je variabilita a možnost po ukončení vegetace zpracovat půdu a omezit tak technicky růst plevelů a šíření chorob.

## Zajímavosti
- Záhon je stará česká jednotka plochy. Je doložena již od středověku např. ze zemských desk nebo z doby krále Přemysla Otakara II. Její faktická velikost ale není přesně známa, je pouze odhadována.

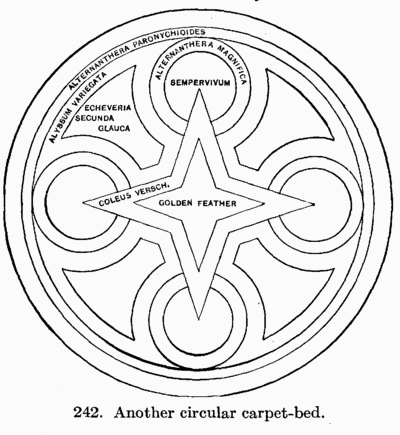
vzor pro výsadbu záhonu (rostliny jsou popsané latinskými názvy)
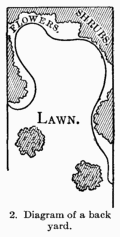
záhony podél okraje výsadby keřů a stromů mohou být nejen ozdobné, ale lze sd jejich pomocí také snížit potřebu odplevelování okraje koseného trávníku.
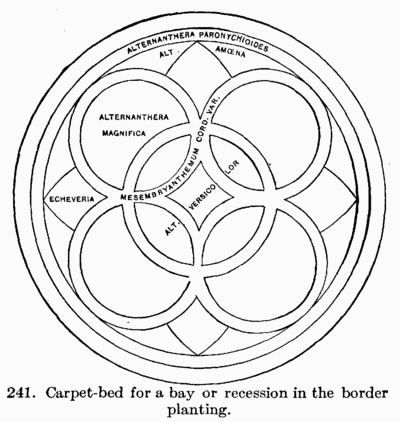
jiný vzor pro výsadbu záhonu
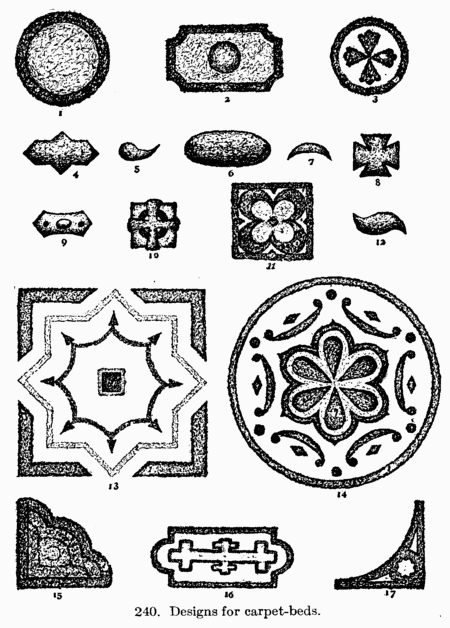
různé další vzory a tvary vhodné pro výsadbu

## Podobná témata
- Ornamentální výsadba trvalek
- Jednoletá rostlina
- Oranžérie
- Okrasná rostlina
- Mulčování
- Květináč
- Záhon (jednotka)